# Lago di Võrtsjärv

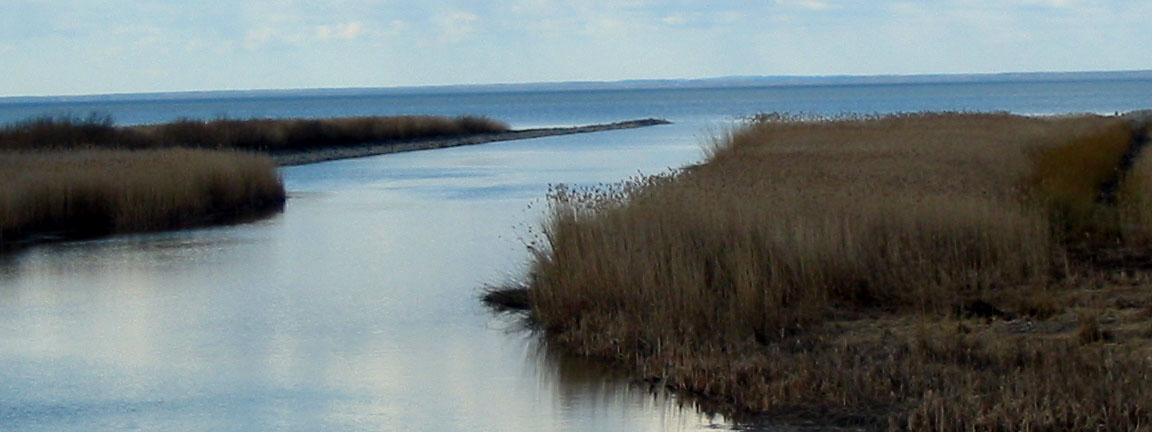
Una veduta del lago Võrtsjärv

Il lago di Võrtsjärv (in estone Võrtsjärv, in tedesco Wirzsee) è il più vasto (270 km²) lago interno dell'Estonia, nella parte meridionale del Paese.
Poco profondo (sei metri è la profondità massima), ha un aspetto paludoso, ricco di canneti.
L'emissario Emajõgi confluisce, dopo aver attraversato Tartu, nel lago Peipsi.